# Шотландська футбольна асоціація
Футбольна Асоціація Шотландії (англ. The Scottish Football Association, або скорочено The SFA) — керівний орган футболу в Шотландії, в обов'язки якого входить здійснення контролю та управління цим видом спорту в країні, також на нього покладено функції розвитку футболу в державі.
Членами асоціації є клуби Шотландії та регіональні футбольні організації. Асоціація була заснована у 1873 році, що робить її другим найстарішим (після англійської) національним футбольним союзом у світі. У 1910 році ШФА вступила у ФІФА, а в 1954 році стала однією з 25 засновниць УЄФА. Штаб-квартира асоціації розташована в найбільшому місті Шотландії — Глазго, на стадіоні «Хемпден Парк». Там само знаходиться підвідомчий ШФА Музей шотландського футболу.
Асоціація відповідає за організацію та проведення матчів національної збірної Шотландії, поєдинків Кубка країни.